# 四千頭身
四千頭身（よんせんとうしん）は、ワタナベエンターテインメントに所属している都築拓紀、後藤拓実、石橋遼大からなる日本のお笑いトリオ。

## メンバー
都築 拓紀（つづき ひろき、1997年（平成9年）3月20日 - ）（28歳）
旧姓：赤塚（あかつか）。
ボケ（一部のネタではツッコミ）担当、立ち位置は向かって左。
茨城県龍ケ崎市出身。龍ケ崎市立中根台中学校、千葉県立印旛明誠高等学校卒業。
身長177 cm、血液型O型。長男で妹と弟がいる。
中学、高校時代は野球部に所属。

後藤 拓実（ごとう たくみ、1997年（平成9年）2月6日 - ）（28歳）
ツッコミ（一部のネタではボケ）・ネタ作り担当、2代目リーダー、立ち位置は中央。
岩手県大船渡市出身。朝霞市立朝霞第一小学校、朝霞市立朝霞第一中学校、埼玉県立新座高等学校卒業。
身長165 cm、血液型A型。姉と妹がいる。
中学時代、野球部に所属。
2021年1月18日放送『沼にハマってきいてみた』（NHK Eテレ）の視聴者投票により、四千頭身の新リーダーとなった。
友人に謎のアーティスト「ロッソ・ビ・アンコ」がいる。
しかし、2023年12月1日の『四千ミルク』（FMFUJI)で遂に同一人物である事を認めた。

石橋 遼大（いしばし りょうだい、1996年（平成8年）9月13日 - ）（28歳）
石橋担当、兼ボケ担当、初代リーダー、立ち位置は向かって右。
東京都西東京市出身。武蔵野東小学校、武蔵野東中学校、実践学園高等学校卒業。
身長171 cm、血液型AB型。末っ子で兄と姉がいる。
小学校から高校までサッカー部に所属。
高知県のライブの観客投票によって四千頭身のリーダーに選ばれた（現在は後藤に交代）。

## 結成までの経緯
ワタナベコメディスクール22期生（2015年4月入学、2016年3月卒業） として出会う。

スクール時代は都築と後藤は別のもう1人とのトリオで活動していたが、その別の1人と都築が仲が悪く（後藤の談）、この2人が「おバカ」キャラでぶつかったことが原因で、後藤も「何でこの人たちのためにネタ書かなきゃいけないんだ。」と思うようになり解散。

その後、後藤は一時、石橋とコンビを組む。後藤は石橋の真面目そうな外見から「きっと、ツッコミが得意に違いない。｣と思っていた。そんな推測からボケが後藤、ツッコミ担当は石橋となる。しかし、そんな外見とは打って変わって石橋はボケしか出来ないという驚愕の事実が判明。結局、「漫才のツッコミがしっくり来ない」という理由で2人は解散した。

2015年の秋頃に後藤は再び都築と組み、「スクールのライブの日が迫っているのにトリオのネタしか無い」と悩んだ末に“石橋が余ってる”事に気付き、改めて石橋を誘ってトリオを結成した（こういった経緯から、石橋は自分のことを「雇ってもらってる身」と語っている）。結成から事務所に所属できるまでは「仮」として組んでいたとのことで、事務所への所属が決まるまではかなりの緊張感でやっていたという。同スクール卒業後、ワタナベエンターテインメント所属となる。

## 芸風
主に漫才だが、コントも演じる。後藤がネタ作成を担っている。ネタの雰囲気としては友人同士の普通の会話がどんどん展開していくようなものと言われ、都築と石橋の天真爛漫なボケに後藤がローテンションにツッコミを入れながらグダグダした会話を回してゆくスタイルで、脱力系漫才と称される。

テレビ初出演となった『新しい波24』（フジテレビ）でネタを披露し、話題となった。この際に後藤がたまたま体調が悪く、元気が出ない状態でネタをして大ウケしたことから脱力系の芸風となった。

トリオ結成後に最初に作ったネタは、しりとりの逆の頭取り（あたまとり）をテーマにした頭取りゲーム。「つまらないことをいかに面白くするか」と考え、しりとりを基に作ったという。

ネタによっては都築と後藤だけでほぼ全てが進められ石橋の台詞が極端に少ないネタ、都築がツッコミを担当するネタ、後藤と都築のダブルツッコミによるネタなどもある。

## エピソード

### トリオ
- 3人とも『逃走中』（フジテレビ）の大ファン。よくユニットコントをするハナコの菊田竜大とは、4人で『逃走中』を語り合う仲でもある[注 2]。
- トリオ名は、ワタナベコメディスクール時代に写真でボケる練習の「写真で一言」で、石橋が後藤のスマートフォンに『ドラゴンボール』の神龍の画像を送ったところ、後藤から返って来た「（神龍は）四千頭身」という答えが印象に残っていたことに由来する[14]。なお、石橋が最初に考えていたトリオ名は「アフターストーン」だった[17]。後の『四千ミルク』(FMFUJI)番組内で「四千頭身を表す一文字は？」というお題が出され後藤と石橋が由来の「龍」と答えた事に対し、肝心の都築は「絆」と答えた。
- 都築曰くスクールの卒業前の半年くらいはずっと解散できるタイミングを見計らっていたが、この3人で初めて出演したスクールのライブで優勝、この連続優勝が卒業するまで続いてワタナベエンターテインメントへ正所属となったため、解散しようにもできなくなったという[11]。2016年12月27日放送『新しい波24』（フジテレビ）のスペシャルで地上波テレビ初出演[15]。
- 2018年10月より、ワタナベエンターテインメントの事務所ライブ「WEL NEXT」のMCに土佐兄弟に代わって抜擢された。
- 早出世で、実際はお笑い第8世代だが第7世代に括られることが多い。
- ファンの名称は女性の場合四千ガール、男性の場合は四千ボーイと呼ばれる。

### 都築拓紀
- 愛称は「つづちゃん」「都築氏」「キモキモキーモ君」「キャッサバ」「ロッキー」「ひいたん」など。小学生の頃は、前歯が特徴的で舌が異常に大きいため「ベロリンガ出っ歯」と呼ばれていた[18]。 後藤からは「つづちゃん」、石橋からは「都築氏」と呼ばれる事が多い。
- 趣味はゲーム[19]で、大乱闘スマッシュブラザーズではヨッシーを愛用している。自らを「芸人の中で最強のヨッシー使い」と評している。
- 特技・資格：実用数学技能検定3級[20]、前歯を2本だけ出すことが出来る[21]。
- 好きな映画：『インターンシップ』[19]
- 好きな漫画・アニメ・ゲーム：『遊☆戯☆王』『ポケットモンスター』『大乱闘スマッシュブラザーズシリーズ』[22]『あひるの空』『鋼の錬金術師』『NARUTO』『テニスの王子様』『ダイヤのA』『無双シリーズ』[19]
- 遊戯王ファンの縁があり、2022年8月8月21日に配信された『遊戯王マスターデュエルバトルコロシアム2022 夏の陣!』において優勝を果たした。
- ラジオ好きでもあり、自身のラジオ番組『四千頭身 都築拓紀のサクラバシ919』（ラジオ大阪・『サクラバシ919』)では「ラジオの為に死ぬ！」と過激発言をしたこともある。
- 好きな食べ物： 焼肉、明太子おにぎり、パイナップル
- 嫌いな食べ物： きのこ
- 中学生の将来の夢： シェフ
- お笑い芸人になる前から結成してしばらくの間、マクドナルドでアルバイトをしていたことがある。クルー同士の大会、オールジャパンクルーコンテストにも参加したことがある。なお、都築はポテト部門で“東関東まで勝ち進む”という、マクドナルドの期待の星だった。出場予定だった東関東大会だが、ワタナベお笑いナンバーワン決定戦の予選と被った為、大会を断念したと話す。
- 色々養成所を受験して回る予定だったが、ワタナベコメディスクールを見学しに行った際、その場で面接を勧められ[3]、最初に受かってそのまま入学した[23]
- 養成所時代は髪を赤く染めていた時期があった[23]。その厳つい外見から石橋からは第一印象で良く思われていなかった。
- ネタの冒頭部分で「ドコドコド」と呼ばれるゴリラのようなドラミングを行う。これを始めたきっかけは、ネタ合わせの際に挨拶で頭を下げた時にたまたま胸ポケットから鍵が落ち、それを拾う姿が後藤のツボにはまり本番でもやるように促され、ただしゃがむだけではつまらないのでゴリラの振りを付けたという。この動きは元々都築が高校時代に友達とふざけてやっていたものだった[14]。
- 子どもの頃から喋り好きだった[1]。
- カナヅチで泳げない[24]。
- コンプレックス: 肌荒れ、O脚
- 芸人を目指していた頃に好きだったのは、『爆笑レッドシアター』（フジテレビ）とはんにゃ[13]。
- 同じ事務所の後輩であるがんばる太郎は同じ中学の先輩[3]。
- 2020年10月23日の深夜『三四郎のオールナイトニッポン』（ニッポン放送）でゲストとして出演した際、 前日の『ナインティナインのオールナイトニッポン』で岡村隆史（ナインティナイン）が結婚発表したことがフリとなり、相田周二（三四郎）や同じくゲストとして出演していた野田クリスタル（マヂカルラブリー）に促され、渋々ながら「ゲストで来てて、こんなこと言うのも何なんですけど…」とウソの結婚発表をした。これが都築単独での初めてのネットニュースとなった[25]。
- 2021年3月28日の『四千頭身のオールナイトニッポン0(ZERO)』（ニッポン放送）で、後藤が岡村隆史（ナインティナイン）とキスをする流れがあり、それを見て都築と石橋もキスをした。しかし、石橋は未経験だった為、石橋のファーストキスの相手となってしまった。
- 「R-1グランプリ2021」にて準々決勝進出を果たした[26]。
- 好きな女性のタイプ: 夏が似合う子、髪型はショートヘアの巻き髪。
- 嫌いな女性のタイプ: ミニスカートを履く子。
- 2021年5月に個人チャンネル「四千頭身都築のチャンネル」を開設[27]。
- お洒落でも有名で、ファッション誌の表紙を飾ったり洋服代に月100万円、年800万円を使ったりする[28]。
- 2023年の年始に自身のファッションブランドを設立[29]。
- VTuberが好き。
- 『ぶいすぽっ! Virtual eSports Project』ヲタク。
- アーモンドを常備していたり、『四千ミルク』（FMFUJI）の生放送中にナッツを食べていたことがある。それ以降、リスナーからナッツいじりをされるようになった。なお、本人はナッツイジりに飽きている。

### 後藤拓実
- 同事務所の後輩であるDen（リンダカラー∞）と同居している[30](現在は解消済み)。
- 愛称は「ごた（くん）」[注 3]、「ごっつごつまろ」[注 4]、「ごっつ」、「ごたく」など。相方2人からは「拓実」と呼ばれている。
- 趣味は野球と滝巡り。釣りも好き。プロ野球[31] や滝[22] に詳しい。プロ野球はパ・リーグは埼玉西武ライオンズ、セ・リーグは読売ジャイアンツのファン。
- 特技・資格：普通自動車免許、野球のスコアラー[22][注 5]、オカリナ[注 6]
- 好きな映画：ディズニー作品全般[19]『WOOD JOB!〜神去なあなあ日常〜』[31]
- 好きな漫画・アニメ・ゲーム：『ONE PIECE』[19]『金色のガッシュ!!』[31]
- 好きな食べ物： オムライス
- 高3の12月になっても進路を決められずにいたところ、友人がワタナベコメディスクールに後藤の名で応募してそのまま入学する運びとなる。
- 生命線が2cmと短いため早死にすると思っており、尾崎豊のように太く短い人生に憧れている[15]。
- 実際に死の危険があったと医師に診断されたことがある。2016年12月27日放送の『新しい波24』（フジテレビ）の収録時に非常に体調が悪く、ネタ中に意識が薄れていったため「神様が死ぬ前にテレビの仕事をくれたんだ」と考えた。収録後、病院で受けた診断結果は心筋炎で1週間入院した[15]。
- 子どもの頃から好きだった芸人は事務所の先輩であるあばれる君[23] で、ツッコミとしては津田篤宏（ダイアン）を尊敬している[33]。
- 宮下草薙をライバル視していて、特に草薙に対しては嫉妬心も抱いていると発言していた[34][35] が、実際は仲が良く、特番などで互いにピンで共演している。
- 2019年4月下旬から2024年3月末まで、読売新聞夕刊に月1回、コラム「思うじゃんけん」を連載した。
- 都築と同じ、マクドナルドでアルバイトをしていた過去がある。後藤はお笑い養成所に通いながら、アルバイトをしていた。同じ場所で働いていたという共通点があった事から都築と仲良くなった。と話している。
- コンプレックス: 夜に考えすぎて寝れない所
- ブスいじりが苦手である。
- Fukase（SEKAI NO OWARI）に似せるため、デンとブリーチを2回してピンクに染めたことがある[36]。
- 愛車は黒のAudi[37]。後輩芸人達に、｢高卒でもここまで登ってこれる｣という夢を与えたいとアウディやタワマンの話をしている。
- 好きな女性のタイプ: ニセ清楚
- 嫌いな女性のタイプ: 地雷系女子、SNSのアカウントを2つ以上動かしてる人。
- 2021年1月26日放送の『踊る!さんま御殿!!』にて、ヒット賞を受賞。
- 2021年9月8日に自身の初のエッセイ本「これこそが後藤」が講談社より出版される
- 給料が家賃よりも下回った為に タワマンから退居する事になった。ネットニュースで報道された際、「四千頭身・後藤、30階建てのタワマンから転落か？」 という事故を煽るような記事が拡散された。(現在、元々の記事は削除済み) 心配の声が上がったが、 後藤は無事であり『YonTube』(YouTube)の企画で後藤死亡説を真実にしようとゲーム実況が行われた。
- 2024年12月6日にコラム集『安心できる男』が中央公論新社より出版される[38]。

### 石橋遼大
- 愛称は「バシ（くん）」で、相方2人からは「バシ」と呼ばれている。[17]。
- 趣味: 筋トレ、大相撲観戦[31]、好きな決まり手は掬い投げ[19]。
- 特技・資格：実用英語技能検定3級、日本漢字能力検定3級、スポーツ栄養プランナー、[39][40]。サッカー[23][注 7]、「スラムダンク」の漫画単行本全31巻のサブタイトルが言える、立ったまま15秒間で自分の頭を30回蹴れる、うつ伏せから跳ね上がれる[22]、NMB48のダンスを少し踊れる、口笛。
- 好きな映画：『謝罪の王様』『SCOOP!』
- 好きなドラマ：『任侠ヘルパー』
- 好きな漫画・アニメ・ゲーム：『スラムダンク』『ONE PIECE』『ドラゴンボール』『NARUTO』[31]
- 好きな食べ物・飲み物：焼き鳥、肉饅、カレーライス、パン、茄子、ジンジャーエール
- 苦手な食べ物・飲み物：甘いもの、パクチー、お酒
- カラオケの十八番曲：THE ALFEEの『星空のディスタンス』
- 座右の銘： 人の物を盗む
- 高校時代、サッカー部の4軍[41] の副キャプテン、合唱コンクールのパートリーダーを務めた。
- 幼稚園児の頃に「SMAP×SMAP」（フジテレビ）を観て（特にコント）バラエティ番組にハマったことや、芸人によるトークライブを見たのが芸人を目指すきっかけ。
- 立ったまま頭を蹴る特技は、サッカー部時代に股関節のストレッチをし続けて出来るようになった[42]。
- サッカーを辞めたのは、高校のサッカー部時代に「大学じゃ絶対通用しない」と痛感したことから[3]。
- ワタナベコメディスクールに入学したのは、同スクール関係者が父の知人と関わりがあったという縁から[23]。
- 元々関西芸人が好きだった。後藤と意気投合したきっかけも、ガクテンソクが面白いという話題からである[13]。
- 「かに道楽」新宿本店でアルバイトをしていた経験がある。
- コンプレックス： 短足、腕が太くならない所
- 端正な顔立ちから、多数いる女性ファンは『バシガール』と呼ばれている[43]。
- 中学時代、周囲には秘密にしておくのを条件に付き合っていた彼女がその秘密を友人に暴露したことから、恋愛がトラウマになった[44]。
- 見た目は整っているが、2024年現在まで「未経験」である。理想の卒業は、相手をめちゃくちゃにするというもので、「壊れちゃう」と言われるのが理想。[45][46]。
- 好きな女性のタイプ: 話しやすい子。または、エッチな女性。｢ショートパンツを履いた子に上から跨がれたい」と答えたこともある。
- 好きな女性の外見: 目がクリッとしてる子。髪型は相手に似合ってるなら何でもあり。特に、寝そべった時の床に乱れた髪の毛が好き。
- 嫌いな女性のタイプ: 酒癖が悪い子。
- 子供の頃から、誕生日を祝われることが苦手[47]。
- 『有吉の壁』（日本テレビ）内のコーナー「ブレイク芸人選手権」で生まれた「KOUGU維新」にて「紙やすり」を演じた。
- 体操選手の村上茉愛は武蔵野東中学校の同級生でクラスも同じであり[48]、その当時からの友人[49]。村上によると石橋は「もともと（当時から）存在感薄い」とのこと[48]。女優の上白石萌音は実践学園高等学校の1年後輩である[50]。
- 姉はケイダッシュステージ所属のお笑いコンビ・オッパショ石の広田ハヤトと結婚、石橋にとって広田は義兄となった。2015年頃にオッパショ石が開催していた自主ライブに石橋は姉と一緒に毎回観に来ており、広田は石橋から自分も芸人になりたいことを言われると、広田は「自分の背中を見せてやる」つもりで心に誓っていたが、その後四千頭身のメンバーとなった石橋には一気に追い抜かれたため気まずくなったという[51]。
- 2023年12月14日に初の短編集『書きしごと。』が講談社より出版される。なお、布川ひろき（トム・ブラウン）など芸人達の合同作品となっている。石橋は『巻き戻し』という恋愛作品を描いた。

## YouTube
- 2021年7月1日、YouTubeチャンネル『YonTube（四千頭身公式チャンネル）』にて、有料コンテンツの〝メンバーシップ制度〟が導入された。「スキコース」と「スキスキ大好きコース」がある[52]。

## 賞レース等の出場・実績

### トリオ
| 年度（回）       | 結果         | 順位                   | エントリー No. | 会場                   | 日程     |
| ---------------- | ------------ | ---------------------- | -------------- | ---------------------- | -------- |
| 2016年（第12回） | 1回戦敗退    |                        | 1050           | 新宿シアターモリエール | 9月1日   |
| 2017年（第13回） | 準々決勝進出 |                        | 1682           | 浅草公会堂             | 11月3日  |
| 2018年（第14回） | 準々決勝進出 |                        | 1794           | NEW PIER HALL          | 11月6日  |
| 2019年（第15回） | 準決勝進出   | 予選23位 敗者復活戦3位 | 3963           | NEW PIER HALL          | 12月4日  |
| 2020年（第16回） | 準々決勝進出 |                        | 3007           | NEW PIER HALL          | 11月17日 |
| 2021年（第17回） | 3回戦進出    |                        | 3357           | よしもと有楽町シアター | 11月2日  |
| 2022年（第18回） | 3回戦進出    |                        | 4145           | よしもと有楽町シアター | 10月31日 |
| 2023年（第19回） | 3回戦進出    |                        | 2793           | KANDA SQUARE HALL      | 11月6日  |
| 2024年（第20回） | 準々決勝進出 |                        | 3157           | ルミネtheよしもと      | 11月22日 |

| 年度            | 結果       | 会場                                      | 日程    |
| --------------- | ---------- | ----------------------------------------- | ------- |
| 2018年（第3回） | 準優勝     | 渋谷区文化総合センター大和田 さくらホール | 2月19日 |
| 2019年（第4回） | 準決勝進出 | 表参道GROUND                              | 1月13日 |
| 2020年（第5回） | 決勝進出   | 渋谷区文化総合センター大和田 さくらホール | 2月17日 |
| 2021年（第6回） | 準優勝     | 渋谷区文化総合センター大和田 さくらホール | 2月15日 |
| 2022年（第7回） | 決勝進出   | 渋谷区文化総合センター大和田 さくらホール | 3月18日 |
| 2023年（第8回） | 決勝進出   | イイノホール                              | 4月9日  |

- 2018年 お笑いハーベスト大賞 - 決勝進出[61]
- 2018年 キングオブコント - 準々決勝進出[62]
- 2018年 岡-1グランプリ - 優勝[注 8]
- 2019年 第1回 冗-1グランプリ - 優勝[64]
- 2019年 第40回 ABCお笑いグランプリ - 決勝進出[65]
- 2019年 歌ネタ王決定戦2019 - 準決勝進出[66]

### 個人
都築拓紀
- 2021年 R-1グランプリ2021 - 準々決勝進出

石橋遼大
- 2020年 千鳥のクセがスゴいネタGP - 2020年10月29日放送回グランプリ

## 出演

### テレビ
現在の出演番組
- 有吉の壁（日本テレビ） - レギュラー

過去の出演番組
- 新しい波24（フジテレビ、2017年4月4日 - 9月19日） - 深夜から週1放送化以降レギュラー出演
- AI-TV（フジテレビ、2017年10月30日 - 2018年3月12日） - レギュラー
- ZIP!（日本テレビ）- 「ワラガチャ!」コーナー 2017年5月25日初出演、6月26日、9月27日、12月26日、2018年5月4日、5月16日、7月31日、9月20日、11月1日、2019年1月8日、2月22日
- にちようチャップリン（テレビ東京）- 2017年7月9日初出演、11月19日、2018年2月4日、6月3日、6月17日
- そろそろ にちようチャップリン （テレビ東京） - 2018年11月3日、11月10日、2019年3月2日、9月14日、9月21日、2020年11月21日
- THE MANZAI プレマスターズ（フジテレビ） - 2018年12月1日、2019年11月30日、2020年12月5日
- かみひとえ（テレビ朝日、2019年4月4日 - 2020年9月21日） - 不定期出演
- エンタの神様（日本テレビ）- 2019年5月3日、8月12日、12月21日、2020年4月1日、8月10日、9月23日、12月30日、2021年4月7日、8月9日、10月16日、12月29日
- ENGEIグランドスラム（フジテレビ） - 2019年8月17日、2020年5月23日(マチネ)、2021年2月20日
- 7G〜SEVENTH GENERATION〜（フジテレビ、2019年8月31日・12月25日・2020年3月26日） - レギュラー
- お笑いG7サミット（日本テレビ、2020年7月5日 - 9月27日） - レギュラー
- Do8（フジテレビ、2020年12月12日・19日・25日・2021年3月22日・6月14日・21日） - レギュラー
- 四千頭身のゲキ熱HOTTERS（東海テレビ、2021年3月31日）
- 爆笑問題のシンパイ賞!! → 爆笑問題&霜降り明星のシンパイ賞!!（テレビ朝日、2019年10月 - 2021年9月） - 準レギュラー
- ハネノバス（日本テレビ、2020年11月7日・2021年3月31日・2021年10月13日 - 2021年12月15日・2022年4月30日 - 2022年7月12日） - 後藤のみ
- かがやけ! ミラクルボーイズ（テレビ神奈川、2022年10月13日-10月27日）

- おしえて!四千頭身（北陸朝日放送、2020年4月4日 - 2024年3月30日）
- 四千行進　～やるコトはすべて台本に書いてあります～（テレビ朝日、2024年5月6日 - 5月27日） - MC

他、単発出演多数

### CM
トリオ
- キャッシュレス・ポイント還元事業（経済産業省）
  - 四千頭身 ホルモン屋 予告編（2019年9月13日 - ）
  - 四千頭身 ホルモン屋 本編（2019年10月1日 - ）

- 三井住友カード（三井住友銀行）
  - 「清原翔人（かーど）あだ名はアプリ」篇（2020年3月3日 - ）

- モンスターストライク（XFLAG）
  - 「後藤の言われたくない秘密(1)」篇（2020年6月15日 - ）
  - 「後藤の言われたくない秘密(2)」篇（2020年6月15日 - ）
  - 「デンいい加減にしろよ」編（2020年6月15日 - ）
  - 「都築ルシファーやって」編（2020年6月15日 - ）

- Uno（資生堂）
  - Web CM「四千頭身の宣材写真第7世代で一番かっこよくしてみた。」（2020年10月15日 - ）

- 住宅情報館
  - 「お宅研設立」編（2020年12月29日 - ）
  - 「お宅研講義」編（2021年4月27日 - ）
  - 「お宅研発表」編（2021年8月6日 - ）

- ニンジャラ（Nintendo Switch）
  - 「チームきゃりー」篇 15秒（2021年1月21日 - ）
  - 「チームきゃりー」篇 30秒（2021年1月21日 - ）

- マクドナルド
  - かわりにクルーby四千頭身（2021年3月8日 - ）
    - 「安全・安心」篇
    - 「仲間のサポート」篇
    - 「仲間と夢中」篇
    - 「週イチからでもOK？」篇
    - 「人見知りでもOK？」篇
    - 「子育てと両立できる？」篇
    - 四千頭身がチャレンジ！「かわりにクルー体験」

  - 四千頭身×マクドナルド バイト相談会（2021年9月30日 - ）
    - 「未経験でもOK！」篇
    - 「週イチ2時間からOK！」篇
    - 「子育て優先でもOK！」篇
    - 聞かせて！四千頭身〜バイトの裏側全部語ります〜

- コントが始まる（日本テレビ、2021年4月1日） エイプリルフール限定CM 後藤（菅田将暉）、都築（神木隆之介）、石橋（仲野太賀）

都築拓紀
- 荒野行動 「#荒野GOGOFES」（2021年5月1日 - ）
- インスタグラム（Facebook）
  - 「LOVE YOUR LOVE 都築拓紀のLOVE 篇」（2021年9月13日 - ）

後藤拓実
- カーセンサー（リクルートマーケティングパートナーズ）
  - 「いいかも！」篇（2020年1月18日）
  - 「たしかに！」篇（2020年1月18日）
  - 「こんなのどう？」篇（2020年1月18日）
  - 「いろいろ気軽に相談できる」篇（2021年3月8日 - ）
  - 「リアルなコンディションもよくわかる」篇（2021年3月8日 - ）

- マクドナルド
  - 「この経験は一生もの 後藤さん」篇
  - 「みんなの味方。マックデリバリー」篇（2020年11月16日 - ）

- アフラック
  - アフラックのオンライン相談「相談する息子」（2021年3月 - ）

石橋遼大
- ファンタ（日本コカ・コーラ株式会社）
  - ファンタプレミアTVCM「働く大人のスッキリブレイク」篇（2021年3月2日 - ）
  - ファンタプレミア　働く大人のスッキリドラマ『ふたりはプレミア』
    - 「Episode1 緊急リモート会議！まさかのコンビ結成！？」篇（2021年3月2日 - ）
    - 「Episode2 もっと声を聞きたい！まさかの大作戦？！」篇（2021年3月12日 - ）
    - 「Episode3 運命のプレゼン！まさかのスッキリ！？」篇（2021年4月5日 - ）

- スカルプＤオーガニックシャンプー（アンファー）
  - サラリーマン戦士トウヒの汗にじむ戦い〜仕事と汗と4人のモンスター〜（2021年3月31日 - ）

### ドラマ
- びしょ濡れ探偵 水野羽衣（テレビ東京、第5話 2019年8月1日） - 店員 役（後藤）[111]
- コントが始まる（日本テレビ、第7話 2021年5月29日） - 浦添修作 役（石橋）[112]
- 僕らのリアルはここにある[113]（Nomdeplume、2021年12月24日 - 2022年1月8日） - 矢野雄一郎 役（石橋）[114][115]
- やんごとなき一族 第2話（2022年4月28日、フジテレビ）- ホテル係員 役（石橋）
- アイドル失格 第9話（2024年3月9日、BS松竹東急） - 石橋 役（石橋）[116][117]
- 余命1ヶ月って言ったじゃん（2024年3月17日 、24日、テレビ愛知）（後藤）[118]

### 映画
- くれなずめ（東京テアトル、2021年5月12日公開） - 後輩B 役（都築）[119]
- 有吉の壁 カベデミー賞 THE MOVIE（2022年6月11日、ライブビューイングジャパン）[120]
  - 「ドライブ・アイ・サー」石橋のみ
  - 「まっぱ　MAPPA」後藤のみ

### ネット番組
- 恋のコーチは元恋人  (ABEMA、2021年12月21日 - ) MC (後藤)
- 女盛り考察記（YouTube、2023年10月4日 - ） - しょうた / あさひ 役（石橋）[121][122]
- ヤングジャンプ45周年記念特別番組（2024年7月7日、ABEMAアニメSPECIAL2） - 都築のみ[123][124]

### ラジオ
現在のレギュラー番組
- 四千ミルク（FM FUJI、2018年4月4日 - ） 
- サクラバシ919（ラジオ大阪、2022年4月7日 - ）-木曜パーソナリティ(都築のみ、4月21日と28日は新型コロナウイルス感染のため休演)

過去のパーソナリティ担当番組
- 四千頭身のオールナイトニッポン0（ZERO）（ニッポン放送、2018年4月6日 - 2019年3月29日・2020年7月25日）
- ミューコミプラス（ニッポン放送、2019年8月8日） - 都築
- はんにゃ金田哲と四千頭身都築拓紀のオールナイトニッポン（ニッポン放送、2021年1月8日） - はんにゃ金田と都築がパーソナリティを担当
- CultureZ（文化放送、2021年1月26日） - 都築がパーソナリティを担当

その他
- 三四郎のオールナイトニッポン年越し初笑いスペシャル（ニッポン放送、2017年12月31日 - 2018年1月1日）

ほか、ゲスト出演多数

### ライブ
単独ライブ
- 『夜明けの流星群』（2017年8月3日・8月4日、東京・表参道GROUND）
- 『OVER DRIVE』（2018年3月31日・4月1日、東京・表参道GROUND）
- 『四千頭身のプチ単独ライブ(プチ単独の方が箱デカいんかいライブ)』（2018年5月1日、東京・渋谷区文化総合センター大和田 伝承ホール）
- 『テイクミーアウト』（2019年4月15日・4月16日、東京・本多劇場）
- 『四千頭身FES』 （2021年8月29日、東京・恵比寿ザ・ガーデンホール）

ユニットライブ
- 『ハナ頭身〜夏の思い出〜』（2018年7月29日、東京・本多劇場） - ハナコとの合同ライブ。

### 舞台
- 「ミステリーピューロランド -大鶴肥満 緋色のウェディング-」（2024年9月15日、21日、23日予定、サンリオピューロランド）（9月15日は都築・石橋、9月21日は3人、9月23日は後藤・石橋）[138]